# Fantastic Four (jogo eletrônico de 2005)
Fantastic 4 é um jogo eletrônico de ação e aventura beat 'em up baseado no filme de 2005 de mesmo nome, desenvolvido pela 7 Studios e publicado pela Activision. Os jogadores jogam como os personagens da equipe de super-heróis da Marvel Comics, Fantastic Four, usando combos e ataques especiais para lutar contra hordas de inimigos e chefes. Ioan Gruffudd, Jessica Alba, Michael Chiklis, Chris Evans e Julian McMahon reprisam seus papéis no jogo. Foi seguido por Fantastic Four: Rise of the Silver Surfer, baseado no filme de mesmo nome, lançado em 2007, com a 2K assumindo a Activision da publicação do jogo. 

## Jogabilidade
O jogo é principalmente um jogo de ação beat 'em up em terceira pessoa, com pequenos elementos de plataforma e quebra-cabeça, que pode ser jogado solo ou em co-op. Os jogadores se movem pelos níveis como um ou dois membros do Quarteto Fantástico, derrotando vários inimigos, como robôs, punks de rua, criaturas subterrâneas e alienígenas cósmicos, e destruindo objetos. Cada um dos quatro tem suas habilidades especiais:
- Senhor Fantástico tem a habilidade de mudar seu corpo (ou partes do mesmo) para um estado super maleável, permitindo que ele estique, contraia, deforme, expanda, alongue, comprima ou remodele sua forma física à sua vontade. Ele também pode hackear terminais alinhando anéis em um quebra-cabeça.[2]
- Mulher Invisível possui a habilidade de dobrar a luz e, finalmente, se tornar invisível (total ou parcialmente) à vontade. Ela também tem poderes telecinéticos e a habilidade de projetar energia de força de seu corpo. Ela também pode usar sua invisibilidade para evitar câmeras de segurança e se esgueirar em inimigos desavisados e matá-los instantaneamente.[3]
- O Tocha Humana pode manipular o fogo. Ele geralmente permite que todo o seu corpo seja envolvido em chamas, considerando que seu corpo pode sustentar os mais altos níveis de calor. Outra habilidade dele é voar, que os jogadores podem usar no jogo. Ele também pode criar buracos em portas trancadas e lançar bolas de fogo como um ataque à distância.[4]
- A Coisa é incrivelmente forte e tem um exterior mais forte que diamantes. Ben Grimm pode carregar objetos pesados com facilidade e causar danos pesados aos inimigos, como os jogadores descobrirão enquanto jogam com esse personagem.[5]

Conforme os jogadores derrotam inimigos e realizam tarefas, eles ganham pontos que podem ser trocados por melhorias nos ataques dos personagens, bem como artes bônus, entrevistas com o elenco do filme e biografias. Ao executar diferentes combinações de botões, os jogadores constroem uma barra laranja, que quando cheia, concede a eles um super movimento, que varia dependendo do personagem (A Coisa pisa por aí com um poderoso ataque giratório, Senhor Fantástico se transforma em uma roda que danifica qualquer coisa com que entre em contato, e tanto a Mulher Invisível quanto o Tocha Humana têm um ataque de limpeza radial). Um membro da equipe também pode "buffar" outro membro, ex. Mulher Invisível envolve Mr. Fantastic em uma bolha protetora por um curto período de tempo.
O jogo inclui uma série de vilões e personagens não apresentados no filme, muitos dos quais são baseados em suas versões do Universo Ultimate, como Yancy Street Gang, Mole Man, Puppet Master e Nick Fury. Horus, Diablo, Dragon Man, Blastaar e Annihilus aparecem como chefes, durante os quais os jogadores têm o controle de toda a equipe. Os jogadores também podem encontrar "F4 Tokens" escondidos em cada nível, que desbloqueiam arenas para o modo de arena de combate do jogo, bem como entrevistas bônus com Stan Lee e os desenvolvedores do jogo. Completar o jogo em certas dificuldades desbloqueia dois níveis de bônus em Latveria, ambientados na continuidade dos quadrinhos. Com um código de trapaça, um nível extra ambientado no Inferno também pode ser desbloqueado.

## Trama
O jogo começa com reed, sue e johnny em um telhado deitados indefesos após serem nocauteados por uma explosão do doutor destino. sue é a primeira a se recuperar, então quando ela se senta e se vira, o dr. destino está se preparando para disparar uma explosão elétrica neles. sue segura com seu campo de força e chama ben grimm para ajudar. então corta para ben, que está se recuperando na câmara de transformação após ter seu exterior rochoso geneticamente removido dele. enquanto ele contempla por que as circunstâncias levaram a isso, ele se lembra do período em que tudo isso acontece.
é quando ele volta ao início do filme: reed assina o pacto, eles vão para o espaço e ben prepara as amostras. no espaço, eles são atingidos por uma tempestade cósmica que altera seu DNA e lhes dá superpoderes. se não fosse por victor, eles nunca teriam chegado de volta à terra e ao seu complexo médico, onde se recuperaram.  Quando Ben descobre que se tornou uma figura monstruosa, ele abandona os outros três e vai para casa.
Ben sai em fúria para tentar se acalmar. Isso leva o exército a Nova York sob o controle de uma figura profunda, sombria e sinistra que ainda não foi revelada e eles tentam controlar Ben. No entanto, depois que Ben e os outros três resgatam um caminhão de bombeiros de cair da Ponte do Brooklyn, as forças param e observam o Quarteto Fantástico para ver se eles se tornam hostis.
Reed tenta encontrar outra fonte de energia, mas é interrompido por um pedido de ajuda. Parece que criaturas estranhas invadiram a Grand Central Station e a polícia parece não ter efeito contra elas. O Quarteto Fantástico impede que as criaturas invadam a cidade e enfrentam seu líder, o Homem Toupeira e seu poderoso animal de estimação. Por causa da destruição total causada por sua luta com esse monstro gigante, a cidade está uma bagunça e Victor culpa Reed por toda essa bagunça.
Com Ben em mãos, Reed decide identificar sua mutação e possivelmente curá-los dela.  Ele constrói uma máquina com a ajuda de Victor que usará raios cósmicos para reverter o sinal enviado através de seus corpos pela mutação. Ele então recorre a fontes para alimentar esta máquina e identifica um meteoro cósmico que caiu na selva do sul do México. Eles viajam para Tikal para recuperar este meteoro quando encontram Diablo, que deseja ter este meteoro para que ele possa aproveitar seu poder para conquistar o mundo. O Quarteto Fantástico o derrota e traz o meteoro de volta, mas seu poder é insuficiente para alimentar a máquina. Mais tarde, Victor convida Sue para a abertura de sua ala egípcia no museu naquela noite.
Enquanto eles estão lá, Alicia Masters é sequestrada pelas criaturas múmias que ganharam vida pelo Mestre das Marionetes, o que deixa Ben indignado. Reed pretende desativar o sistema de segurança para libertá-la, mas eles têm que lidar com múmias e dinossauros animados. Eles libertam Alicia, mas acabam destruindo metade do museu enquanto repelem as criaturas reanimadas, o que enfurece Victor infinitamente.
Em sua última tentativa de aliviar sua raiva em relação a eles, ele tem uma conversa com Sue na qual ele tenta descobrir por que ela continua a ficar com Reed. Ela diz que não pode abandoná-los porque eles são sua família agora, o que leva Victor a enviar Doombots atrás deles para destruí-los depois que eles terminam sua reunião. Os quatro têm uma batalha enorme na Times Square, que eles quase demolem com a ajuda dos VDI Mechs, levando Nick Fury, a levá-los para a prisão Vault para mantê-los seguros.
Eles chegam lá e são colocados em quarentena até que o Homem-Dragão decide fugir e causar o caos total. Os sistemas de segurança do Quarteto Fantástico são desativados e eles tentam restaurar a ordem.  Eles são bem-sucedidos em sua missão, então quando chegam à entrada no topo da prisão, eles encontram Fury, que concorda em libertá-los com uma condição: que eles descubram o que aconteceu com seu laboratório. ↵Quando eles chegam, eles descobrem que ele foi tomado por plantas mutantes e criaturas insetóides e eles devem destruir a estação após obter a fonte de energia necessária para terminar de alimentar a câmara de transformação de Reed. Isso prova ser bem-sucedido e a máquina é energizada ao máximo.
Com esse conhecimento, Victor viaja para o Edifício Baxter com a intenção de derrotar o Quarteto Fantástico. Ele coloca os sistemas de segurança de Reed contra eles e atrai Ben para a câmara de transformação, onde ele rouba seu poder. Os três restantes lutam contra um Dr. Destino aprimorado, mas seu poder é muito grande e eles são derrotados. Ben, no entanto, se sente péssimo por deixar seus amigos só porque queria parecer normal novamente, então ele decide entrar novamente na câmara de transformação e se transformar novamente no Coisa.  Dr. Doom está prestes a destruí-los quando Ben irrompe no telhado e o ataca selvagemente, permitindo que seus companheiros de equipe se recuperem. Eles caem na rua e os outros três se juntam a eles para acabar com Doom de uma vez por todas.

## Desenvolvimento
Zak Penn e Martin Signore coescreveram a história do jogo. Penn também escreveu um rascunho do filme, que serviu de base para o jogo. O jogo foi lançado na América do Norte em 27 de junho, na Austrália em 1 de julho, e Europa em15 de julho de 2005.

## Recepção
As avaliações do jogo foram mistas. GameRankings deu a ele uma pontuação de 62,18% para a versão PlayStation 2, 61,50% para a versão Xbox, 65,02% para a versão GameCube, 64,35% para a versão para Windows, e 55,50% para a versão Game Boy Advance. Da mesma forma, o Metacritic deu uma pontuação de 64 de 100 para a versão do PS2, 62 de 100 para a versão Xbox, 61 de 100 para a versão GameCube, 63 de 100 para a versão para Windows, e 57 de 100 para a versão GBA.
IGN avaliou o jogo com 6,5 de 10 afirmando que "Fantastic 4 é um jogo de ação passável com algumas ideias interessantes. Em suma, alugue este primeiro".
O jogo recebeu alguns elogios retrospectivos por abrir caminho para Marvel: Ultimate Alliance.

## Música
O jogo é notável por ter quatro bandas gravando músicas novas para serem usadas como temas para os personagens. ele também usou o tema principal de john ottman do filme como tema do menu principal. As bandas que contribuíram com músicas e para quem foram suas músicas são:
- Taking Back Sunday — "Error Operator" (Senhor Fantástico)[41]
- Go Betty Go — "Everywhere" (Mulher Invisível)[41]
- The Explosion — "I'm On Fire" (Tocha Humana)[41]
- Jurassic 5 — "Clobberin' Time" (A Coisa)[41]
- John Ottman — "Theme From Fantastic 4" (Tema do Menu Principal)[41]

## Vendas
O jogo vendeu 320.000 unidades e gerou mais de US$ 16 milhões em receita.